# Баварський округ
Бава́рський о́круг (лат. Circulus Bavaricus, нім. Bayerischer Reichskreis) — у 1500 — 1806 роках імперський округ Священної Римської імперії. Створений 2 липня 1500 року за наказом німецького короля Максиміліана І на Аугсбурзькому рейхстазі як округ № 2. Ліквідований через розпуск імперії.

## Склад
| Назва                     | Тип управління        | Рік заснування | Коментарій |
| ------------------------- | --------------------- | -------------- | --- |
| Баварія                   | герцогство            | 907            | Засновано в 907 році, належало дому Віттельсбахів з 1180 року, Баварія-Мюнхен та Баварія-Ландсгут об'єднано в 1506 році, анексувало Верхній Пфальц від Курпфальц в 1628 році разом із курфюрським титулом, в 1777 році цілісно успадкована Курфюрством Пфальц; друге місце в Імперському рейхстазі. |
| Берхтесгаден              | Князь-пробство        | 1111           | Засноване в 1111 році, безпосереднє підпорядкування імператору надано Фрідріхом I Барбароссою в 1156 році; 61-ше місце в Імперському рейхстазі. |
| Брайтенегг                | графство              | 1624           | Надано Йоганнові Церклісу де Тіллі курфюрстом Максиміліаном I Баварським в 1624 році; з 1654 року — імперський графський титул; в 1792 році продано Баварії. |
| Еренфельс                 | графство              | 1465           | Територія навколо Берацгаузена; безпосереднє підпорядкування імператору надано Фрідріхом III Габсбургом в 1465 році; в 1567 році приєднано до Пфальц-Нойбурга. |
| Фрайзінг                  | Князь-єпископство     | 724            | Засноване святим Корбініаном в 724 році; з 1294 року — князь-єпископство; 31-ше місце в Рейхстазі Священної Римської імперії |
| Гааг                      | графство              | 1245           | Безпосереднє підпорядкування імператору надано Фрідріхом II Гогенштауфеном в 1245 році; з 1509 року — імперське графство; з 1567 року перебувало під владою герцогів Баварських |
| Гоенвальдек               | графство              | 1476           | Колишня територія Фрайзінгу; безпосереднє підпорядкування імператору надано Фрідріхом III Габсбургом в 1476 році; з 1637 року — графство; в 1734 році увійшло до складу Баварії. |
| Лойхтенберг               | ландграфство          | 1146           | Князівство з 1433 року; успадковане домом Віттельсбахів в 1646 році; в 1712 році увійшло до складу Баварії; 72-ге місце в Імперському рейхстазі |
| Лобковиць                 | князівство            | 1562           | Штернштайн був леном Богемського королівства, піднесений до статусу графства і наданий дому Лобковиців імператором Фердинандом I в 1562 році; здобув безпосереднє підпорядкування імператору в 1641 році з 83-м місцем в Імперському рейхстазі.                                                     |
| Нідермюнстер              | князь-абатство        | 788            | Засноване близько 788 року; безпосереднє підпорядкування імператору надано Генріхом II в 1002 році; 15-те місце серед рейнських духовних прелатів у Імперському рейхстазі. |
| Обермюнстер               | князь-абатство        | 876            | Засноване до 876 року; безпосереднє підпорядкування імператору надано Людвіком IV Віттельсбахом в 1315 році; мало 16-те місце серед рейнських духовних прелатів у рейхстазі |
| Ортенбург                 | графство              | 1120           | Засновано близько 1120 року, безпосереднє підпорядкування імператору підтверджено в 1479 році Фрідріхом III Габсбургом, 24-м графством Веттерау. |
| Пфальц-Нойбург            | герцогство            | 1505           | Територія Віттельсбахів, утворена в 1505 році після війни за Ландсгутську спадщину; успадкувала Пфальц в 1685 році; династична лінія згасла в 1742 році; спадкоємцем став Пфальц-Зульцбах, який отримав 10-е місце у Рейхстазі.                                                                     |
| Пфальц-Зульцбах           | герцогство            | 1656           | Утворене як уділ Пфальц-Нойбурга з 1656 року; стало спадкоємцем Пфальц-Нойбургу та Курфюрства Пфальц в 1742 році; обидва були об’єднані з Баварією в 1777 році |
| Пассау                    | князь-єпископство     | 739            | Засновано в 739 році святим Боніфацієм, безпосереднє підпорядкування імператору надано Оттоном III у 999 році. |
| Регенсбург                | князь-єпископство     | 739            | Засновано в 739 році святим Боніфацієм, безпосереднє підпорядкування імператору з XIII століття, 33-е місце у Рейхстазі |
| Регенсбург                | імперське місто       | 1245           | З 1245 року, 1-ше швабське місто |
| Зальцбург                 | князь-архієпископство | 696            | Єпископство засноване в 696 році святим Рупертом, архієпископство з 798 року, князь-архієпископство з 1213 року з 5-м місцем у Рейхстазі. Секуляризоване та передане до Австрійського округу в 1803 році.                                                                                           |
| Абатство Святого Еммерама | князь-абатство        | 739            | Засноване в 739 році; до 975 року належало єпископам Регенсбургу; безпосереднє підпорядкування імператору здобуло від Адольфа Нассауського в 1295 році; 9-й серед рейнських прелатів у Імперському рейхстазі.                                                                                       |
| Зульцбюрг-Пирбаум         | графство              | 1353           | Перебувало під владою дому Вольфштайнів; безпосереднє підпорядкування імператору підтверджено в 1353 році; з 1673 року — графство; у 1740 році перейшло до Баварії |

## Карти

1500
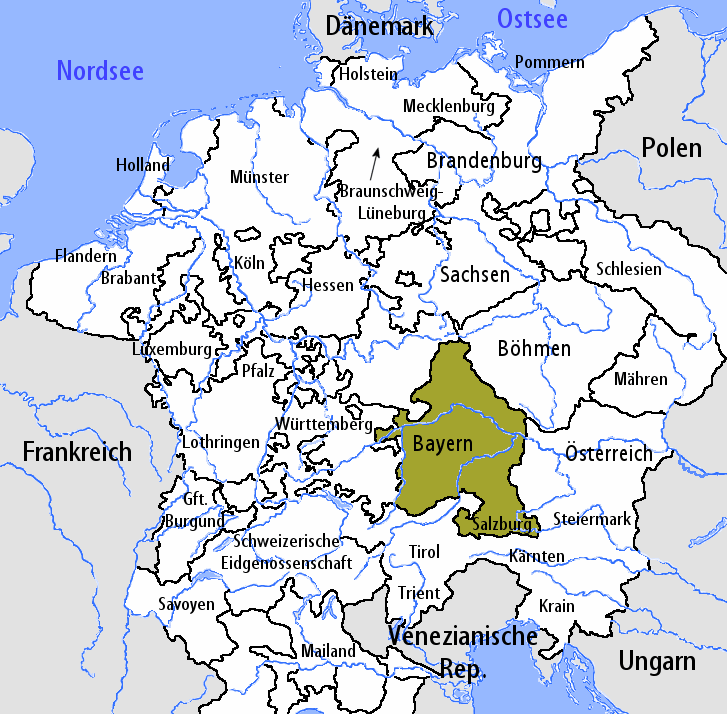
1630

### Монографії
- Dotzauer, W. Die deutschen Reichskreise in der Verfassung des alten Reiches und ihr Eigenleben. (1500–1806). Darmstadt: Wissenschaftliche Buchgesellschaft, 1989.
- Dotzauer, W. Die deutschen Reichskreise (1383–1806). Geschichte und Aktenedition. Stuttgart: Franz Steiner, 1998.
- Reichskreis und Territorium. Die Herrschaft über die Herrschaft?. Stuttgart: Thorbecke, 2000.

### Довідники
- Creiß [Архівовано 19 січня 2021 у Wayback Machine.] // Zedler, J. Grosses vollständiges Universal-Lexicon Aller Wissenschafften und Künste. 1733, Bd. 6, Sp. 1562–—1563.
- Баварский округ // Энциклопедический словарь Брокгауза и Ефрона. Санкт-Петербург, 1891, Т. 2, С. 641.